# Villejoubert
Villejoubert é uma comuna francesa na região administrativa da Nova Aquitânia, no departamento de Charente. Estende-se por uma área de 7,82 km². Em 2010 a comuna tinha 335 habitantes (densidade: 42,8 hab./km²).